# Stijn Meijer
Stijn Valentijn Meijer (Aalsmeer, 28 november 1999) is een Nederlands voetballer die doorgaans speelt als spits. In augustus 2025 verruilde hij FC U Craiova 1948 voor Ħamrun Spartans.

## Clubcarrière
Meijer speelde in de jeugd van RKAV, RODA '23 en kwam in 2015 in de opleiding van FC Utrecht terecht, dat hij na een jaar ruilde voor die van FC Twente. De tweede helft van 2017 bracht de aanvaller door bij het Spaanse Lugo, waarna hij in Nederland voor Willem II ging spelen. In de zomer van 2018 verkaste Meijer transfervrij naar Almere City, waar hij zijn handtekening zette onder een verbintenis voor de duur van twee seizoenen. De aanvaller maakte zijn debuut in de eerste speelronde van de Eerste divisie. Op bezoek bij Jong AZ mocht hij van coach Michele Santoni in de basis starten. Na doelpunten van Niek Vossebelt en Tim Receveur tekende Meijer na achtentwintig minuten voor de derde treffer. Via AZ'ers Tijjani Reijnders en Ferdy Druijf werd het uiteindelijk 2–3. Meijer haalde het einde van de wedstrijd niet; na tweeënzestig minuten werd hij gewisseld ten faveure van Kevin Luckassen.
Meijer verkaste in de zomer van 2019 naar Excelsior. In Rotterdam tekende hij voor vier jaar. Op 24 maart 2021 werd zijn contract ontbonden bij Excelsior. Begin juli 2021 tekende hij een contract bij FC Dordrecht, waar hij herenigd werd met coach Santoni. Na één seizoen in Dordrecht stapte hij over naar PEC Zwolle. Hij ondertekende een tweejarig contract met een optie voor een derde seizoen. Mede doordat hij met een blessure binnenkwam bij PEC, speelde hij geen enkele wedstrijd in de eerste seizoenshelft. Daarop verhuurde de club hem aan SC Verl. Nadat hij terugkeerde van zijn verhuurperiode werd besloten het contract van Meijer te ontbinden. Later die zomer tekende hij een contract bij Al-Shahania. In juli 2024 verliet hij de club, om in september zijn loopbaan te vervolgen in Roemenië bij FC U Craiova 1948. Het jaar erop contracteerde Ħamrun Spartans hem.

## Clubstatistieken
| Seizoen | Club              | Competitie      | Competitie | Competitie | Beker | Beker | Internationaal | Internationaal | Totaal | Totaal |
| Seizoen | Club              | Competitie      | Wed.       | Dlp.       | Wed.  | Dlp.  | Wed.           | Dlp.           | Wed.   | Dlp.   |
| ------- | ----------------- | --------------- | ---------- | ---------- | ----- | ----- | -------------- | -------------- | ------ | ------ |
| 2018/19 | Almere City       | Eerste divisie  | 32         | 7          | 1     | 1     | —              | —              | 33     | 8      |
| 2019/20 | Excelsior         | Eerste divisie  | 20         | 6          | 2     | 0     | —              | —              | 22     | 6      |
| 2020/21 | Excelsior         | Eerste divisie  | 19         | 1          | 2     | 0     | —              | —              | 21     | 1      |
| 2021/22 | FC Dordrecht      | Eerste divisie  | 33         | 11         | 1     | 0     | —              | —              | 34     | 11     |
| 2022/23 | PEC Zwolle        | Eerste divisie  | 0          | 0          | 0     | 0     | —              | —              | 0      | 0      |
| 2022/23 | → SC Verl         | 3. Liga         | 11         | 1          | 0     | 0     | —              | —              | 11     | 1      |
| 2023/24 | Al-Shahania       | Second Division | 8          | 2          | 0     | 0     | —              | —              | 8      | 2      |
| 2024/25 | FC U Craiova 1948 | Liga 2          | 14         | 4          | 0     | 0     | —              | —              | 14     | 4      |
| 2025/26 | Ħamrun Spartans   | Premier League  | 0          | 0          | 0     | 0     | 1              | 0              | 1      | 0      |
| Totaal  | Totaal            | Totaal          | 137        | 32         | 6     | 1     | 1              | 0              | 144    | 33     |

Bijgewerkt op 20 augustus 2025.